# 淮北至萧县北客车联络线
淮北至萧县北客车联络线，简称淮萧联络线，是中国一条连接安徽省淮北市与宿州市萧县的高速铁路。新建线路27公里，设计时速250公里/小时，由岱河站经淮北北站至萧县北站，与徐兰高速铁路相连，沟通京沪高铁。利用符夹线8公里连接淮北站。联络线于2014年12月30日开工建设，并于2017年12月28日正式开通运营。  

## 线路概况
淮萧联络线起自岱河站经淮北北站新建高速场，上跨连霍高速，穿越古尚村隧道，接轨徐兰高速铁路萧县北站，通过萧县北连接徐州东枢纽。在岱河站利用扩能改造后的符夹线接入淮北站。现有淮北站建设四条存车线，提供始发条件。
2025年9月25日淮北北站改建淮萧联络线正式开通启用，改建上行线全长1.532公里，较原线位最大外移50米，空出的线位让给淮宿蚌城际铁路正线引入淮北北站高速场。

## 开行列车
淮萧联络线目前开行10对高速动车组列车：
- 淮北↔北京南的高速动车组列车1对
- 淮北↔上海的高速动车组列车3对
- 淮北↔上海虹桥的高速动车组列车1对
- 淮北↔江山的高速动车组列车1对
- 淮北↔杭州西的高速动车组列车1对
- 淮北↔合肥的高速动车组列车1对
- 淮北↔六安的高速动车组列车1对
- 淮北↔连云港的高速动车组列车1对

## 未来计划
本线正线将在淮北北站对接淮宿蚌城际铁路，连接蚌埠南站，阜阳西站方向。